# Лесное (озеро, Лаишевский район)
Лесное — озеро на территории Большекабанского сельского поселения Лаишевского района Татарстана.

## География
Озеро Лесное — бессточный водоём суффозионно-карстового происхождения. Расположено в 6,0 км северо-восточнее села Большие Кабаны Лаишевского района Татарстана. Водоём имеет продолговатую форму. Длина озера 470 м, максимальная ширина 100 м. Площадь зеркала 1,65 гектар. Средняя глубина достигает 5 м, максимальная глубина 12 м.

## Гидрология
Объём озера 120 тыс. м³. Питание смешанное, подземное и атмосферное. Вода без цвета и запаха, жёсткостью менее 1 ммоль/л, минерализацией 85 мг/л, прозрачность 120 см. Химический тип воды гидрокарбонатно-магниевый.

## Хозяйственное использование
- Водоём используется в качестве водопоя для скота.
- Постановлением Совета Министров Татарской АССР от 10 января 1978 г. № 25 и постановлением Кабинета Министров Республики Татарстан от 29 декабря 2005 г. № 644 признана памятником природы регионального значения